# Белое дело (организация)
«Белое дело» (c 11 июля 2012 года — «Мемориально-просветительский и Историко-культурный центр „Белое Дело“») — общественное инициативное движение (2008), некоммерческая историко-просветительская организация (2012). Выросла из небольшой группы частных лиц, интересовавшихся историей Гражданской войны, Белого движения, белой эмиграции и антибольшевистского сопротивления. Группа сложилась в 2008—2009 гг. под влиянием полемики и сообщений в блоге, который вел в Живом журнале московский журналист А. С. Гаспарян (в 2010 году он вышел из организации). В 2010 году широкое распространение получила анонимная декларация «Белого дела», которая была написана петербургским историком К. М. Александровым (в некоторых изданиях публиковалась за подписью А. С. Гаспаряна). Документ определял основные направления деятельности «Белого Дела» и способствовал привлечению единомышленников, особенно в Санкт-Петербурге.
Известна[кому?], в том числе деятельностью по установке мемориальных плит и памятных знаков, посвященных истории Белого движения; организации научных исследований в области истории Белого движения и русской эмиграции.
Имеет ряд представительств в городах России и Украины.

## Концепция деятельности
Главное отличие «Белого Дела» от схожих по идейным принципам неформальных групп и объединений представляется организацией в стремлении «избежать распространенного маргинализма при помощи конкретной положительной деятельности с видимыми конечными результатами». В этом смысле участники «Белого Дела» следуют теории «малых дел». По замыслу организаторов и исполнителей, каждая акция или мероприятие должны иметь резонанс и положительное задание, направленное на созидание и обустройство историко-культурного пространства. Поэтому решающее значение приобретают личные усилия и пример, практическое добровольчество и жертвенность. В этом смысле участники «Белого Дела» рассматривают свою деятельность как форму сознательного христианского служения, лишенную смысла и сути вне Бога. Большинство движенцев принадлежит к Русской Православной Церкви, но принадлежность к другим юрисдикциям и конфессиям не служит препятствием для участия в конкретных начинаниях и проектах.

## Деятельность
В 2009—2012 годах добровольцы «Белого дела» реализовали более 20 историко-культурных, мемориальных и научно-исследовательских проектов.

### Установка мемориальных плит и памятных знаков
Концепция установки памятников была выражена в официальной программе движения «Белое дело» следующим образом:

Концепция установки памятников для нас не только восстановление исторической памяти, но и восстановление тех культурных традиций, которые имели глубокое основание во всей жизни исторической России. Почитание воинов было связано с ценностями доблести, чести и самоотверженного служения, без которых невозможно поддержание единства и нравственных, и государственных основ.

Памятники и мемориальные знаки устанавливаются на частные пожертвования и личные средства участников МП и ИКЦ «Белое Дело».

Мемориальная доска, установленная в Литве, местечко Зарасай на доме, где родился П. Н. Врангель, 2009 год.

Гранитные плиты на братских могилах воинов и военнослужащих Северо-Западной Добровольческой армии на Ивангородском старом кладбище.

Памятная доска участникам Сибирской армии, и Чехословацкого корпуса, установленная на станции Кын движением «Белое дело»

Восстановленный движением «Белое дело» крест на Смоленском кладбище Санкт-Петербурга на могиле героя Первой мировой войны подполковника П. А. Тищинского

18 октября 2008 года движением «Белое дело» и Братством Святого Архангела Михаила был установлен Памятник воинам Северо-Западной армии, оказавшийся первым на территории России каменным памятником, посвященным увековечиванию памяти Северо-Западной Добровольческой армии генерала Н. Н. Юденича.
14 августа 2009 года в Литве возле города Зарасай в усадьбе Микулю, где родился П. Н. Врангель, была установлена мемориальная доска.
18 сентября 2009 года вблизи российско-эстонской границы на Ивангородском старом кладбище на братских могилах воинов и военнослужащих Северо-Западной Добровольческой армии открыты две гранитные плиты, одна из которых посвящена памяти поручика В. Н. Быкова — правнука А. С. Пушкина и внучатого племянника Н. В. Гоголя.
11 ноября 2009 года движением «Белое дело» совместно с журналом «Ретроспектива», Пермским фондом доктора Грааля, клуба 49-й пехотной дивизии в городе Перми на Егошихинском кладбище на месте старого воинского кладбища открыт памятник русским солдатам, погибшим в Первой мировой и Гражданской войнах.
29 ноября 2009 года в городе Санкт-Петербурге в храме святых Первоверховных Апостолов Петра и Павла при Санкт-Петербургской Академии Постдипломного Педагогического Образования настоятелем храма протоиереем Георгием Митрофановым было совершено освящение киота для Царскосельской иконы Знамения Пресвятой Богородицы с памятной доской следующего содержания: «Больши сея любве никтоже имать, да кто душу свою положит за други своя. Вечная память вождям и воинам Северо-Западной Добровольческой Армии и участникам Петроградского антибольшевистского сопротивления, за Веру и Отечество жизнь свою положившим. Сей киот сооружен иждивением общественного движения „Белое дело“».

27 июня 2010 года на Украине в городе Харькове совместно с Обществом памяти чинов Дроздовской дивизии «в честь 91-летия вступления в город войск Добровольческой армии» в Храме Священномученика Александра, архиепископа харьковского, был освящен и торжественно открыт киот «чинам Дроздовской дивизии, участникам харьковского подпольного центра полковника Б. А. Штейфона и всем Православным воинам, живот за Веру и Отечество в 1918—1919 годах положивших»

Члены организации «Белое дело» и гости на открытии киота чинам Дроздовской дивизии и центра Штейфона и торжественное освящение киота, Харьков, 27 июня 2010 года.

28 августа 2010 года на здании вокзала станции Кын Лысьвенского района Пермского края движением «Белое дело» совместно с посольством Чехии под патронатом Министерства культуры, массовых коммуникаций и молодёжной политики Пермского края была открыта мемориальная доска в память о погибших в ходе ожесточенных боев за железную дорогу 1918—1919 гг. бойцах Чехословацкого корпуса и частей Белого движения.

Основным источником изыскания средств на установку памятников являются частные пожертвования и личные средства участников организации «Белое дело».
12 сентября 2010 года в Югославии на Новом кладбище в Белграде движением «Белое дело» была открыта плита генералу от инфантерии, начальнику штаба Верховного главнокомандующего, основателю Добровольческой Армии М. В. Алексееву.
11 ноября 2010 года в годовщину окончания Первой мировой войны совместными усилиями движения «Белое Дело», фонда развития ритуальных услуг «Смоленское Православное кладбище» и частных лиц, в Санкт-Петербурге, на Смоленском православном кладбище, были восстановлены кресты на надгробиях русского офицера, участника Первой мировой войны, подполковника П. А. Тищинского (1867—1917) и портупей-юнкера Павловского военного училища Александра Макарова (1888—1908).

В июле 2011 года в Вологде восстановлен надгробный мемориал героя Первой мировой войны, Георгиевского кавалера Ф. Д. Варакина (1889—1916).
В октябре 2011 года в Санкт-Петербурге усилиями организации «Белое дело» восстановлен надгробный мемориал подпоручика 87-го пехотного Нейшлотского полка Б. Н. Лоренцсона (1894—1915), погибшего на фронте во время Первой мировой войны.

## Научно-исследовательская деятельность
27 ноября 2010 года при решающем участии организации «Белое дело» в городе Санкт-Петербурге были проведены I Головинские чтения, посвященные памяти русского ученого и теоретика, профессора Императорской Николаевской военной академии, Генерального штаба генерал-лейтенанта Николая Николаевича Головина (1875—1944).
11-13 сентября 2011 года в Белграде при поддержке «Белого дела» проведены II Головинские чтения, в которых приняли участие более 40 докладчиков и слушателей, включая профессиональных историков из Екатеринбурга, Москвы, Нижнего Новгорода, Пскова, Санкт-Петербурга, Саратова и других городов. О настоящем событии программой «Служу Отчизне» (1-й канал) был снят и показан телевизионный сюжет.
11 июля 2012 года организация была зарегистрирована в Министерстве юстиции Российской федерации как «Мемориально-просветительский и Историко-культурный центр „Белое Дело“».
Деятельность и проекты организации периодически освещаются в информационных программах радиостанции «Град Петров».

## Книгоиздательство
С 2010 года организация располагает собственным издательством, публикует исторические материалы и документы, а также исследования профессиональных историков по истории Белого движения. Члены организации являются авторами публикаций в реферируемых журналах.

### Перечень основных изданий при участии движения «Белое дело»
- Гаспарянъ А. С. Загадки дѣла «Фермера». Былъ ли генералъ-майоръ Н. В. Скоблинъ агентомъ совѣтской разведки? — СПб.:Издательство «Белое дело», 2010. — 68[источник не указан 3153 дня]
- Заветы Белого движения. Сборник цитат. — СПб.:Издательство «Белое дело», 2010. — 52 с.[источник не указан 3153 дня]
- Начало Белой борьбы и её основоположник генерал от инфантерии М. В. Алексеев. — СПб.:Издательство «Белое дело», 2011. — 96 с.[источник не указан 3153 дня]
- Русское прошлое. Историко-документальный альманах. Книга 11. // Ред. К. М. Александров. — СПб.: Изд. Филологического факультета СПбГУ, 2010. — 159 с. ISSN 0869-1177
- Хандоринъ В. Г. А. В. Колчакъ. Единство Россіи и союзники. СПб.:Издательство «Белое дело», 2010. — 36 с.
- Подвалов Ю. И., Русские в Лос-Анджелесе — Спб. Издательство «Белое дело», 2012. — 440 с. с илл. ISBN 978-5-9903041-2-3
- Герлах В. Л., Изменник - Уфа, Издательство "Белое дело", 2013. - 408 с. с илл. ISBN 978-5-906341-05-1

## Известные партнёры организации
- Георгий Митрофанов — протоиерей, церковный историк, публицист и кинокритик, член Синодальной комиссии по канонизации святых.
- Кирилл Александров  – петербургский историк, журналист, педагог.
- Кирилл Ривель — русский поэт, автор и исполнитель песен.
- Илья Попов — редактор журнала «Санкт-Петербургские епархиальные ведомости», заместитель председателя «Санкт-Петербургского Митрофаниевского союза»
- Анатолий Шмелёв — учёный, кандидат исторических наук, куратор коллекции России и стран СНГ Гуверовского архива Стэнфордского университета.
- Преображенское братство о. Георгия Кочеткова.